# Owens Cross Roads (Alabama)
Owens Cross Roads é uma cidade  localizada no estado americano de Alabama, no Condado de Madison.

## Demografia
Segundo o censo americano de 2000, a sua população era de 1124 habitantes.
Em 2006, foi estimada uma população de 1365, um aumento de 241 (21.4%).

## Geografia
De acordo com o United States Census Bureau, a localidade tem uma área de 20,0 km², sem área coberta por água.

## Localidades na vizinhança
O diagrama seguinte representa as localidades num raio de 24 km ao redor de Owens Cross Roads.